# 2003 (число)
2003 (две тысячи три) — натуральное число, расположенное между числами 2002 и 2004. Оно является 304-м простым числом, а относительно их последовательности расположено между 1999 и 2011.

## В математике
- 2003 — нечётное четырёхзначное число.
- Сумма цифр этого числа — 5
- Произведение цифр этого числа — 0
- Квадрат числа 2003 — 4 012 009.
- Куб этого числа — 8 036 054 027.
- Число 2003 является простым числом[2].
- 2003 — единственное известное простое число, которое можно представить в виде {\displaystyle 2\cdot 10^{p}+p}, где {\displaystyle p} и {\displaystyle p+4} являются простыми числами[3].
- 2003 — самый первый год XXI века, который является простым числом.

## В других областях
- NGC 2003 — рассеянное скопление в созвездии Золотая Рыба.
- Windows Server 2003 — одна из версий операционной системы Windows.